# Acmana camptogramma
Acmana camptogramma är en fjärilsart som beskrevs av George Francis Hampson. Acmana camptogramma ingår i släktet Acmana och familjen nattflyn. Inga underarter finns listade i Catalogue of Life.